# Sumberasri (Purwoharjo)
Sumberasri is een bestuurslaag in het regentschap Banyuwangi van de provincie Oost-Java, Indonesië. Sumberasri telt 6271 inwoners (volkstelling 2010).